# Octodrina
La octodrina, nombre común de la 6-metil-2-heptanamina o 2-amino-6-metilheptano, es una amina primaria de fórmula molecular C8H19N. Es isómera de la 1-octanamina, dibutilamina y 2-etil-1-hexanamina.

## Propiedades físicas y químicas
A temperatura ambiente, la octodrina es un líquido incoloro o de color amarillo pálido, viscoso, con olor a pescado.
Solidifica a -32 °C y hierve a 155 °C.
Es menos denso que el agua (ρ = 0,767 g/cm³) y ligeramente soluble en ella, en proporción de 5,1 g/L. El valor del logaritmo de su coeficiente de reparto, logP = 2,69, indica que su solubilidad en disolventes hidrófobos —como el 1-octanol— es considerablemente mayor que en disolventes hidrófilos.
Este compuesto es incompatible con agentes oxidantes fuertes, cloruros de ácido y dióxido de carbono.

## Síntesis y usos
La síntesis de la octodrina tiene lugar a partir de la 6-metil-2-heptanona. A su vez, la octodrina es precursor de compuestos como 6-metil-N-(3-metilbutil)heptan-2-amina y 6-metil-N-propan-2-ilheptan-2-amina.
La octodrina es una droga estimulante que forma parte de las alquilaminas psicotrópicas, cuya farmacología ya fue sucintamente estudiada a principios de la década de 1950.
Es también un anestésico local y un vasoconstrictor.
Además de estas aplicaciones, esta amina inhibe la actividad de la leucina aminotransferasa. Se emplea como intermediario en la producción del antiespasmódico octamilamina y también para la preparación de los glucosil β-aminoácidos, compuestos activos contra la tuberculosis.
Asimismo, se investigó un complejo de la octodrina con platino como posible fármaco antitumoral.
Recientemente se ha descubierto que la octodrina, además de desplegar una actividad antimicrobiana de amplio espectro, es un eficaz fungicida contra el agente patógeno Candida albicans —responsable de morbidez y mortalidad en pacientes inmunodeficientes—, sin por ello afectar significativamente a la supervivencia de los macrófagos y de las células de la piel.

## Precauciones
La octodrina es una sustancia combustible cuyo punto de inflamabilidad se alcanza a los 48 °C. Es un producto corrosivo, pudiendo producir irritación en ojos, piel y pulmones.